# Cantón de Levallois-Perret-Sur
El cantón de Levallois-Perret-Sur era una división administrativa francesa, que estaba situada en el departamento de Altos del Sena y la región de Isla de Francia.

## Composición
El cantón estaba formado por una fracción de la comuna que le daba su nombre:
- Levallois-Perret (fracción)

## Supresión del cantón de Levallois-Perret-Sur
En aplicación del Decreto n.º 2014-256 de 26 de febrero de 2014, el cantón de Levallois-Perret-Sur fue suprimido el 22 de marzo de 2015 y su fracción de comuna pasó a formar parte del nuevo cantón de Levallois-Perret.